# Nuevos Ministerios (stanice metra v Madridu)
Nuevos Ministerios (plným názvem španělsky Estación de Nuevos Ministerios; doslovně přeloženo jako „Nová ministerstva“) je stanice metra a příměstské železnice Cercanías v Madridu. Nachází se poblíž stejnojmenného komplexu budov španělských ministerstev u křižovatky třídy Paseo de la Castellana a ulice Raimundo Fernández Villaverde v severní části města, na rozhraní obvodů Chamartín, Chamberí a Tetuán. Stanice slouží také jako terminál několika linek povrchové autobusové dopravy. Na stanici se kříží okružní linka metra 6 a linky 8 (ta ve stanici končí) a 10. Ve stanici se také nachází přestup na prakticky všechny linky příměstské železnice Cercanías – C-1, C-2, C-3, C-4, C-7, C-8 a C-10, proto také patří k nejvýznamnějším přestupním uzlům v síti. Stanice se nachází v tarifním pásmu A (metro) a pásmu 0 (Cercanías) a je bezbariérově přístupná.

## Historie
Stanice metra Nuevos Ministerios vznikla 11. října 1979 jako součást prvního úseku linky 6 mezi stanicemi Pacífico a Cuatro Caminos, ačkoliv zde již od 18. července 1967 fungovala stanice příměstské železnice.
Stanice se stala přestupní 9. června, kdy byl ve stanici otevřen přestup na bývalou linku 8 (dnes tvoří severní větev linky 10) jako součást jejího prvního úseku mezi stanicemi Fuencarral a právě stanicí Nuevos Ministerios. V roce 1986 byla bývalá linka 8 prodloužena do stanice Avenida de América, kterýžto úsek o 12 let později, 22. ledna 1998 zanikl, aby umožnil propojení dvou původně nesouvislých úseků do jedné linky 10. Od roku 1998 tedy obsluhu zajišťovala zatím dokončená okružní linka 6 a nová linka 10 (provozovaná v úseku Aluche–Fuencarral). Na provoz stanice to nemělo větší dopad, pouze byly osazeny kovové nástupištní hrany, kvůli úzkému průjezdnému profilu souprav linky 10 (řada 1000). V této době byl také otevřen nový výstup směřující do železniční stanice poblíž obchodního centra a komplexu AZCA.
Dalšího rozvoje se stanice dočkala na počátku 21. století. V roce 2001 byla stanice uzavřena kvůli kompletní rekonstrukci linky 10, díky které na této lince mohly začít jezdit nové, širokoprofilové, soupravy řady 7000. Stavební úpravy se dotkly i železniční stanice, aby tak vznikl prostor pro novou stanici linky. Konečně, 21. května 2002 byla tehdejším španělským premiérem José Maríou Aznarem (za doprovodu předsedy Madridského společenství a starosty Madridu) otevřena stanice linky 8, která sem byla prodloužena ze stanice Mar de Cristal. Díky tomuto úseku bylo umožněno propojení madridského letiště s centrem města za přibližně čtvrt hodiny. Zároveň byla umožněna služba odbavení letištních zavazadel přímo ve stanici. (Tato možnost se stala s otevřením prodloužení linky 8 do stanice Aeropuerto T4 v roce 2007).
Rozšíření tunelu Cercanías a nová nástupiště byla otevřena 9. července 2008.

## Popis
Nástupiště linky 6 se nachází v západo-východním směru (kolmo na ostatní linky a tratě) pod ulicí Raimundo Fernández Villaverde, výrazně vzdálená od zbývajících stanic. Jedná se o nejhlouběji položenou stanici z celého přestupního uzlu. Ze stanice kromě přímého výstupu na křižovatku ulic Raimundo Fernández Villaverde, Orense a Agustín de Bethancourt vede dlouhá spojovací chodba se zbývajícími stanicemi, ve které jsou nainstalovány pojízdné pásy. Přibližně uprostřed chodby je možný přímý přestup na nástupiště 6 a 8 železniční stanice Cercanías.
Stanice linek 8 a 10 se nacházejí ve vzájemně rovnoběžné poloze, blízko vedle sebe a souběžně s Paseo de Castellana a železničními tratěmi. Nástupiště linky 8 se nachází přímo pod společnou přestupní halou, o úroveň níže pak leží nástupiště linky 10. Železniční stanice se nacházejí ještě o úroveň níže než stanice linky 10 přímo pod společnou halou. Původní zaklenuté stanice (nástupiště 3, 1, 2 a 4) se nacházejí ve východní části, zatímco nová nástupiště 6 a 8 se nacházejí více na západ, o něco blíže lince 6. Z přestupní haly vedou dva výstupy – jeden přímo do kancelářského komplexu AZCA a druhý směrem k třídě Paseo de Castellana.
Jelikož se jedná o velmi významný přestupní uzel, obložení stěn stanice Vitrex je bílé barvy.

## Provoz
Ve stanici linky 8 jsou umístěny obratové a odstavné koleje, nicméně vzhledem k nepříliš velké frekvenci jízd vlaků nejsou pro běžné obraty používány. Soupravy provádějí obrat přejezdem mezi kolejemi před vjezdem do stanice a tím pádem je používáno pouze jedno společné nástupiště pro nástup i výstup.
Výstup do kancelářského komplexu AZCA je otevřen pouze od 6.00 do 0.30. Poblíž stanice zastavuje mnoho denních i nočních autobusových linek.
Vestibul stanice je pro svou velikost využíván pro výstavy a různé jiné kulturní události. Ve stanici se nacházejí výtahy umožňující pohyb osobám se sníženými schopnostmi pohybu a orientace; ve vestibulu je umožněno zapůjčení knih prostřednictvím služby Bibliometro.

## Budoucnost
Podle některých plánů by se měla linka 8 rozšířit dále na jih podél třídy Paseo de la Castellana (směrem na Atochu).

## Fotogalerie

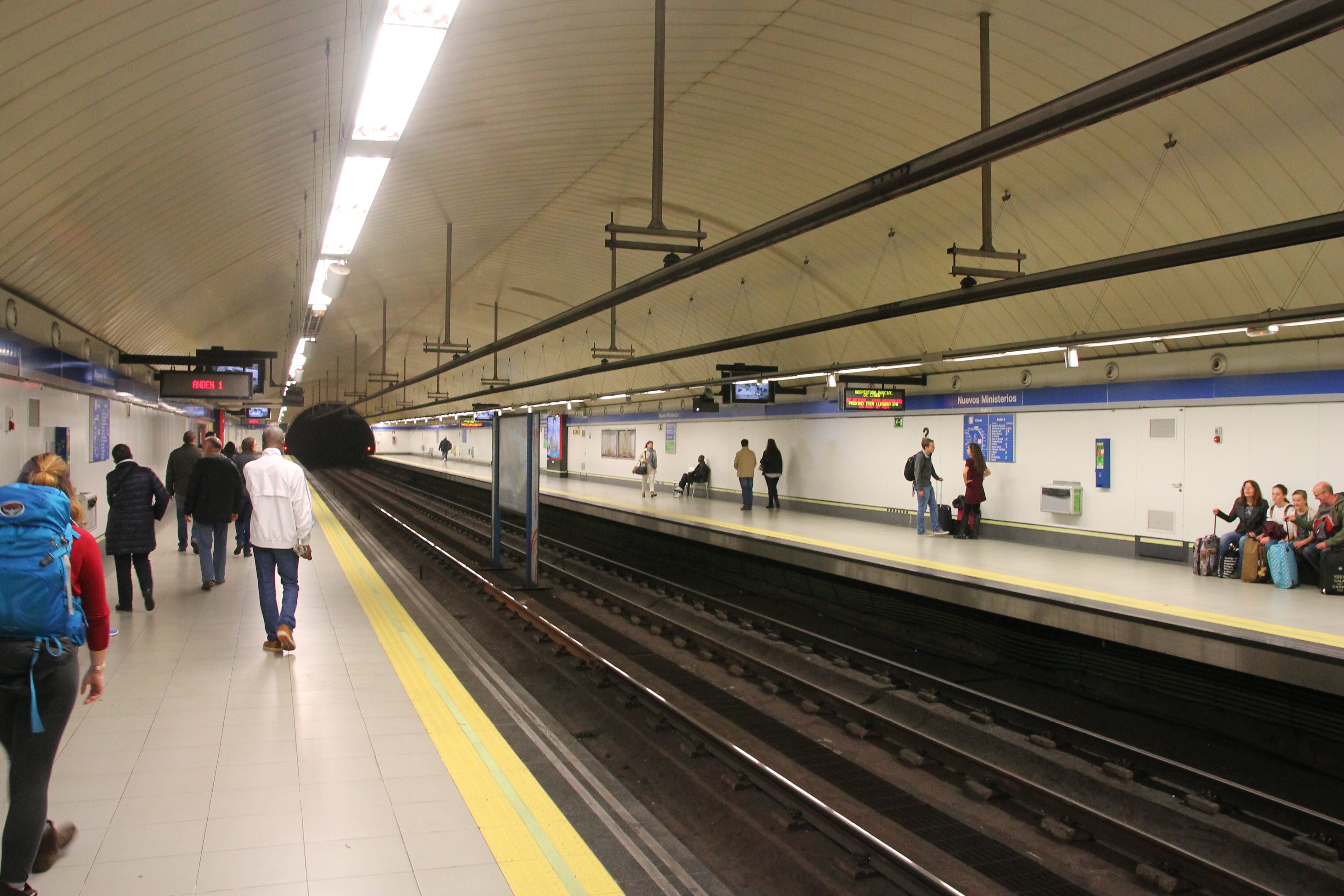
Nástupiště linky 6
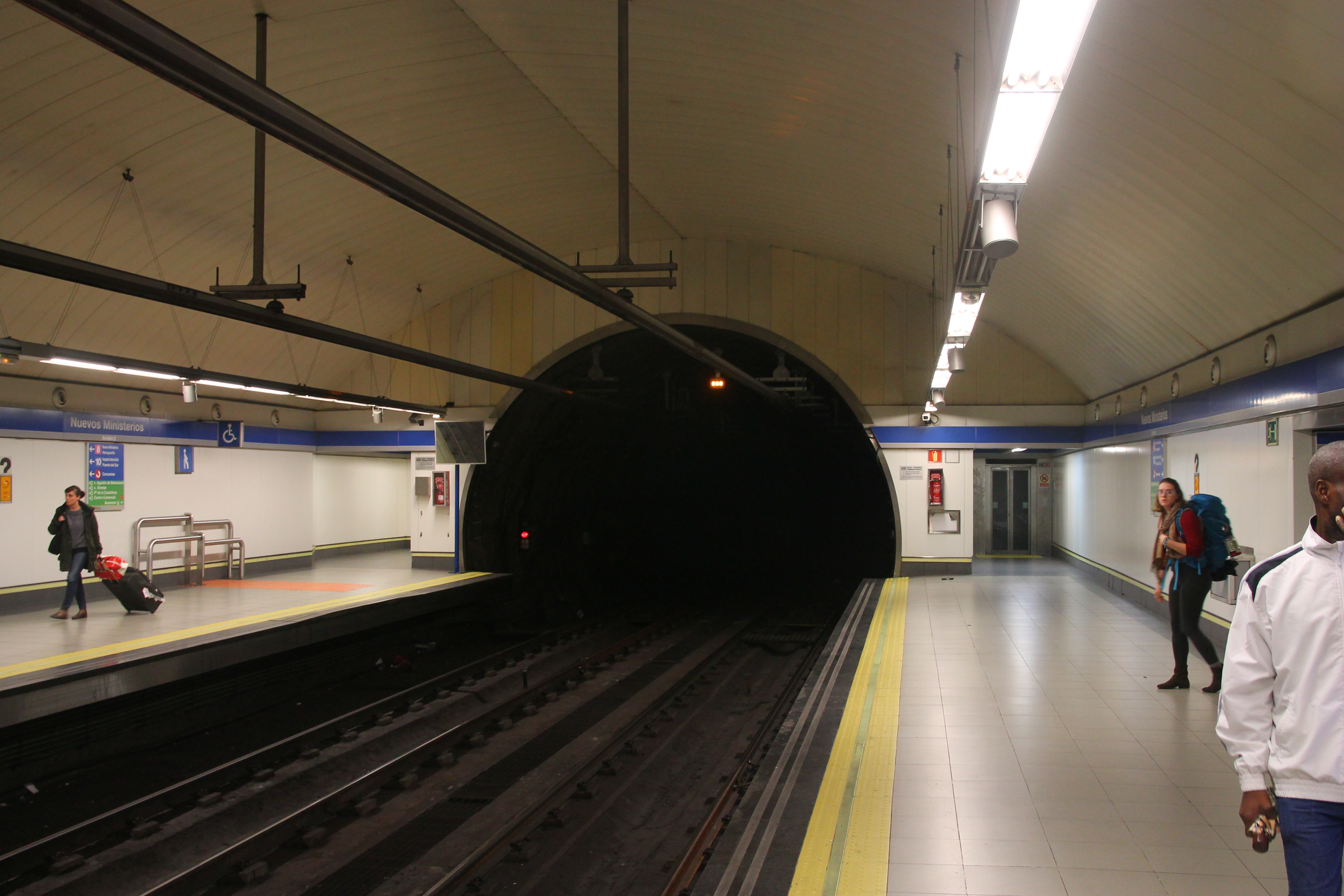
Nástupiště linky 6
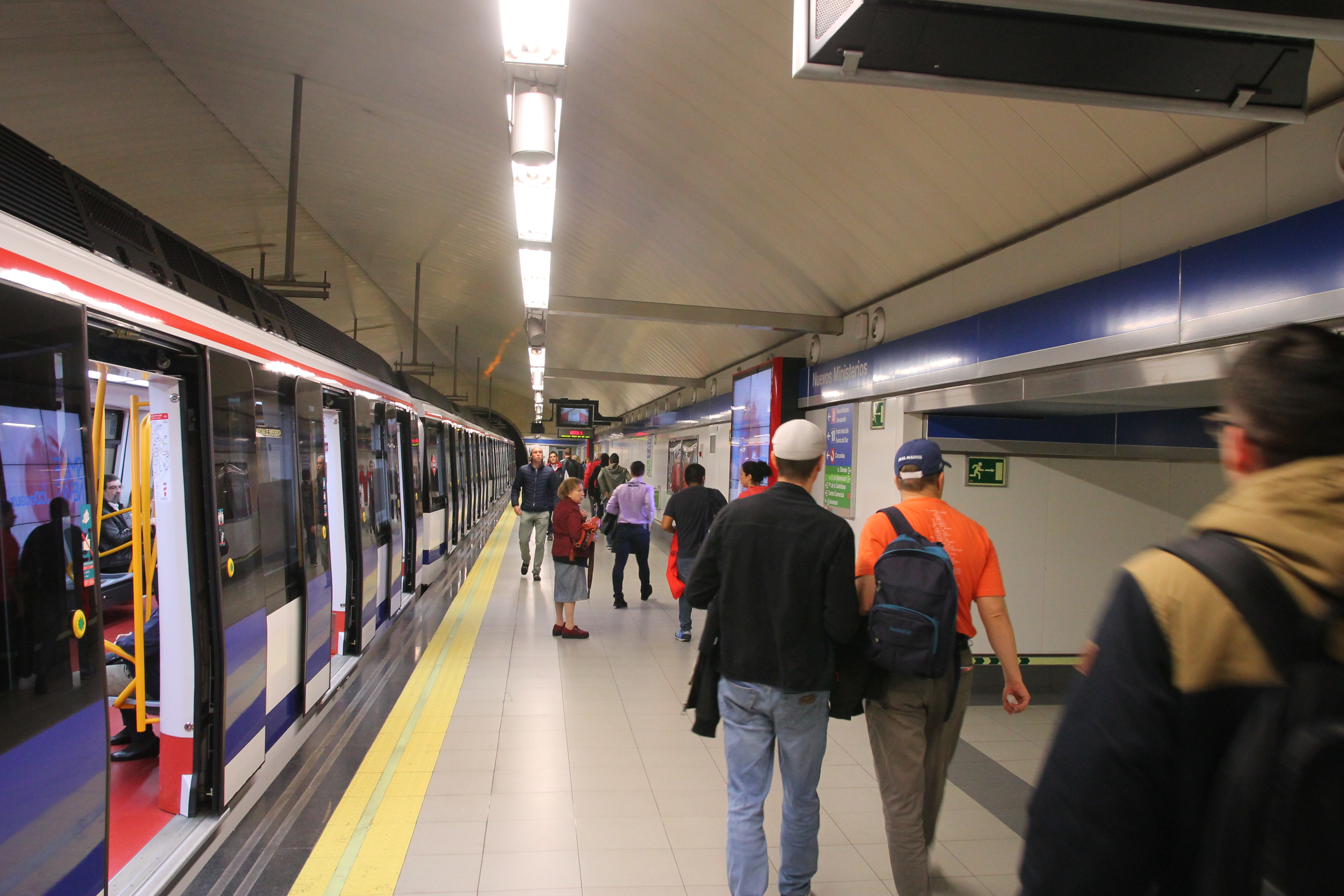
Nástupiště linky 6
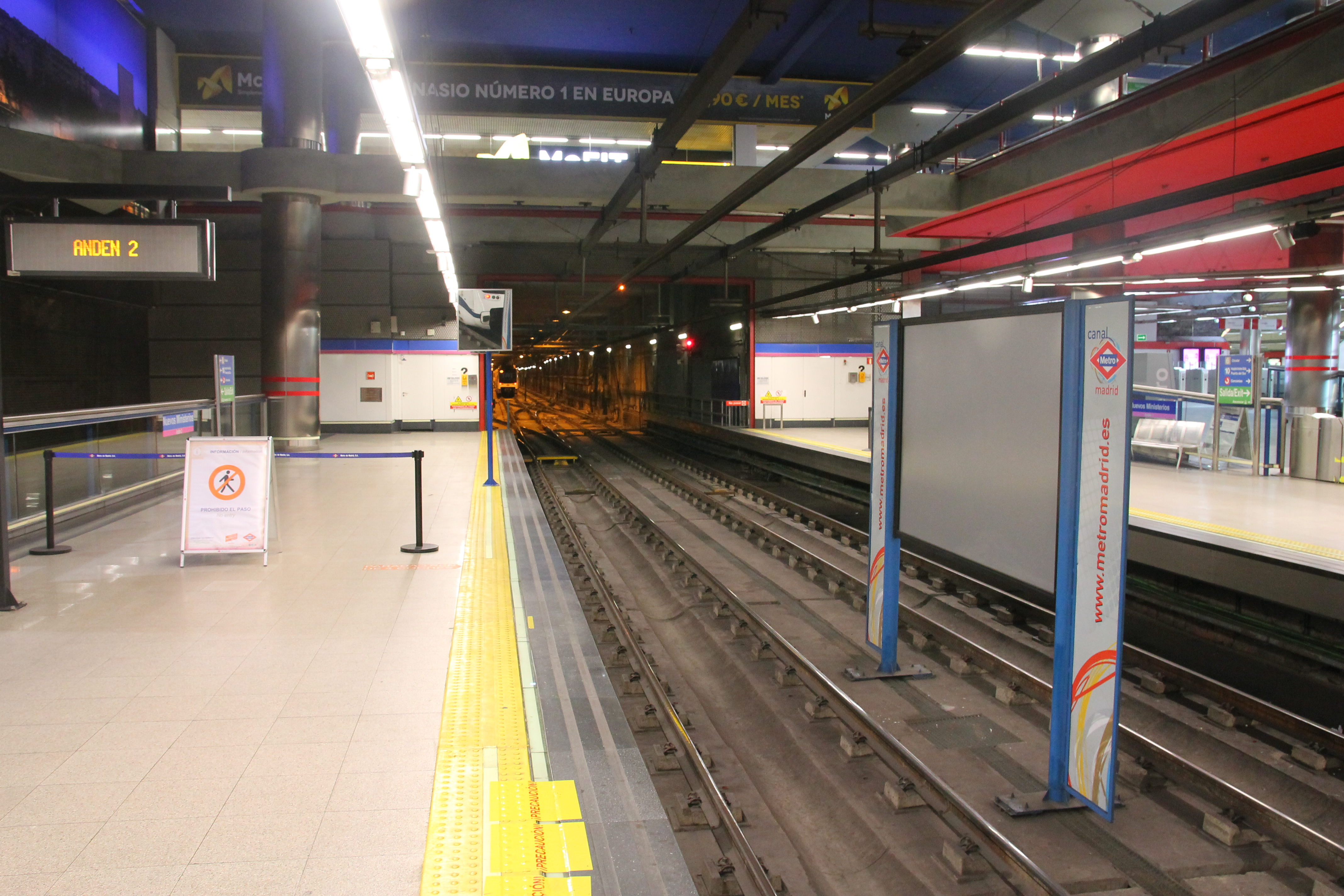
Nástupiště linky 8, pohled na obratové koleje
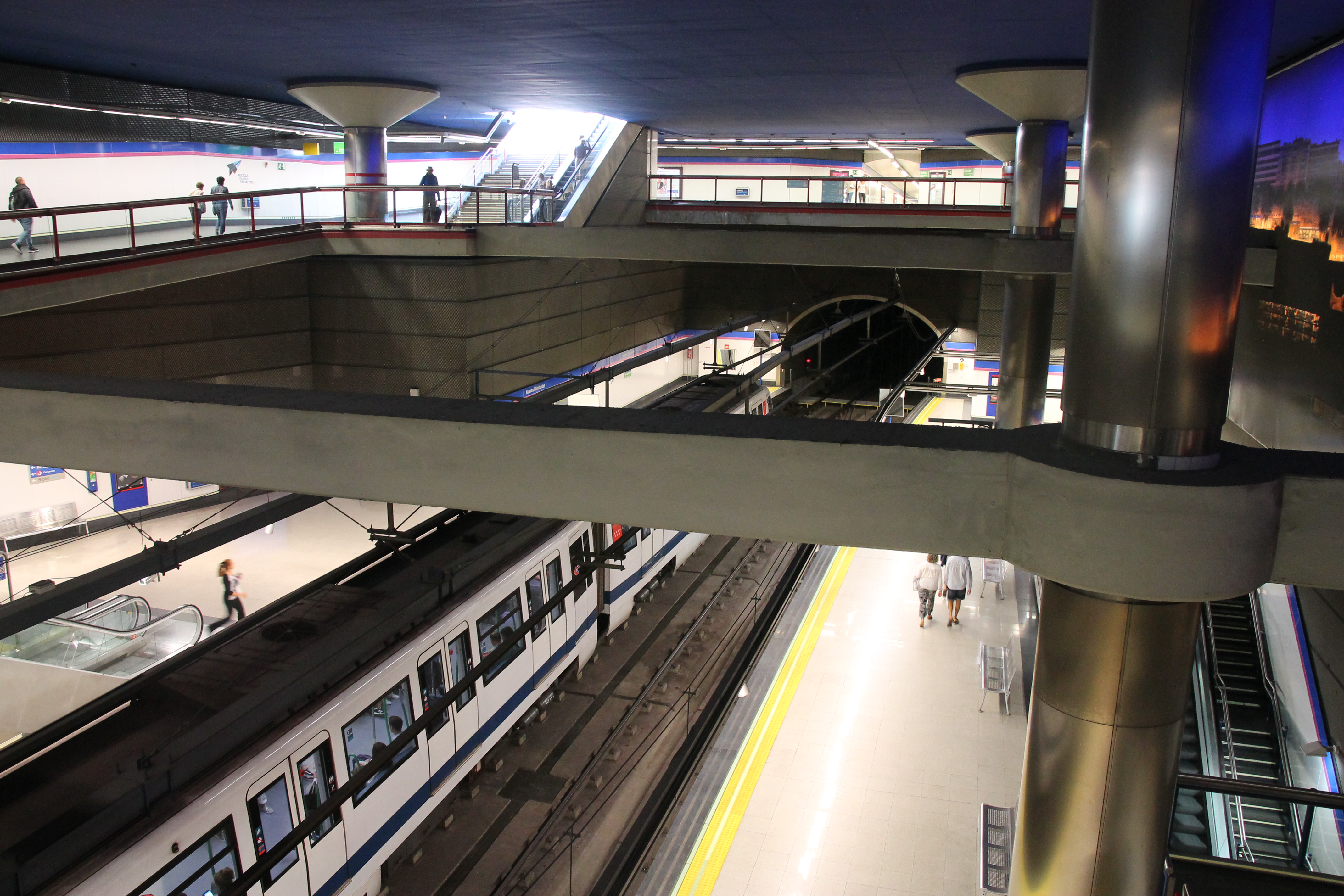
Nástupiště linky 8
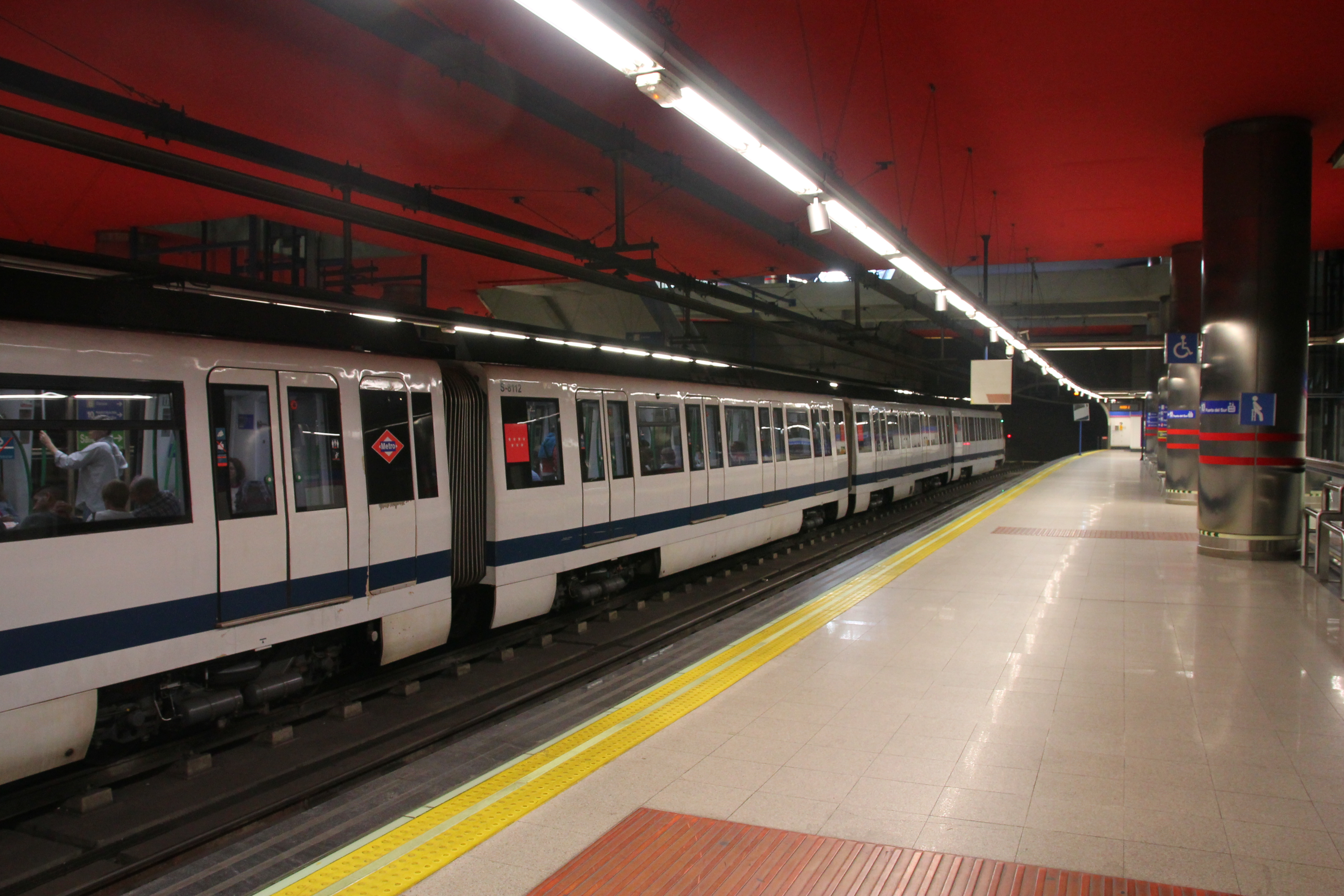
Vlak řady 8000 ve stanici linky 8
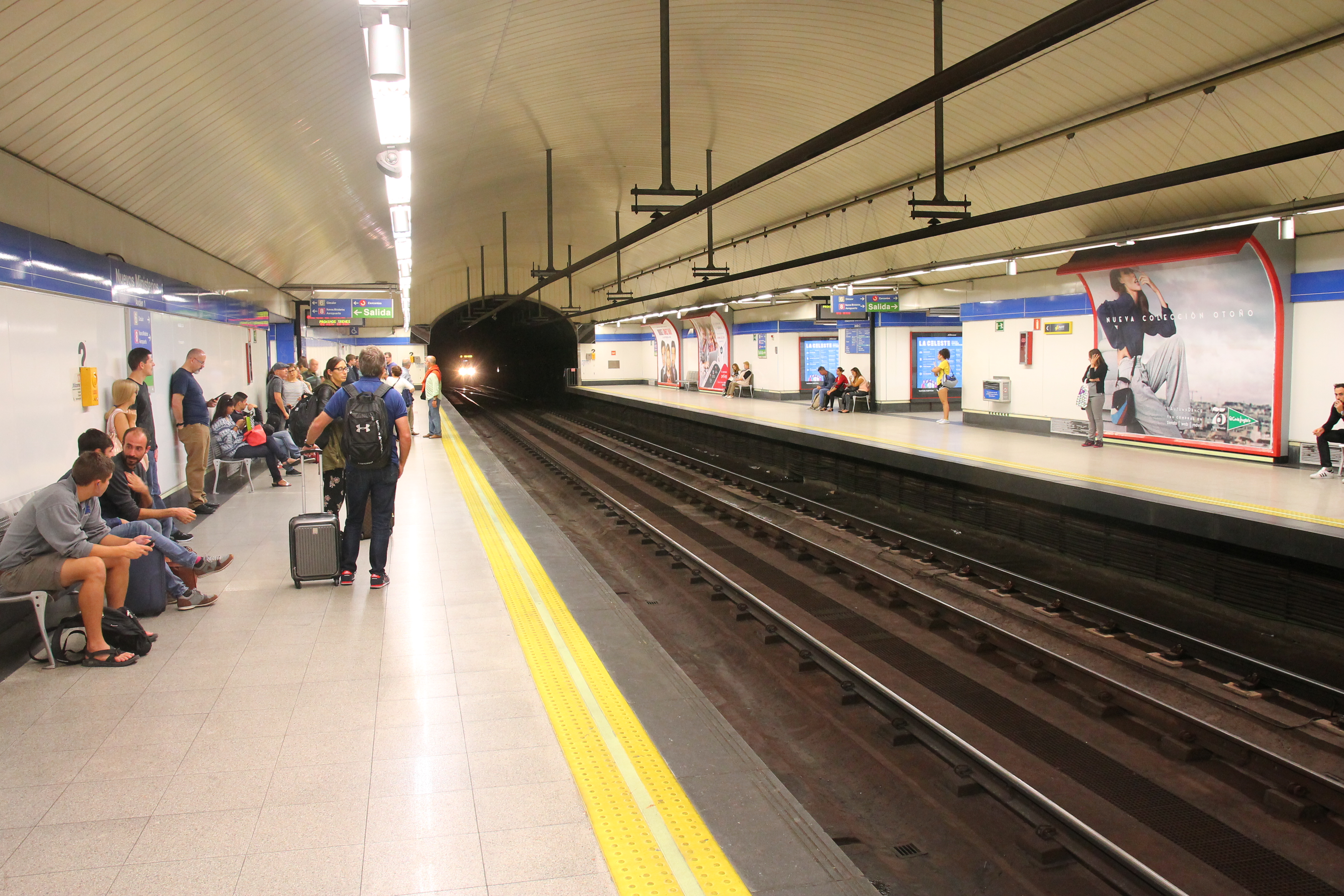
Nástupiště linky 10
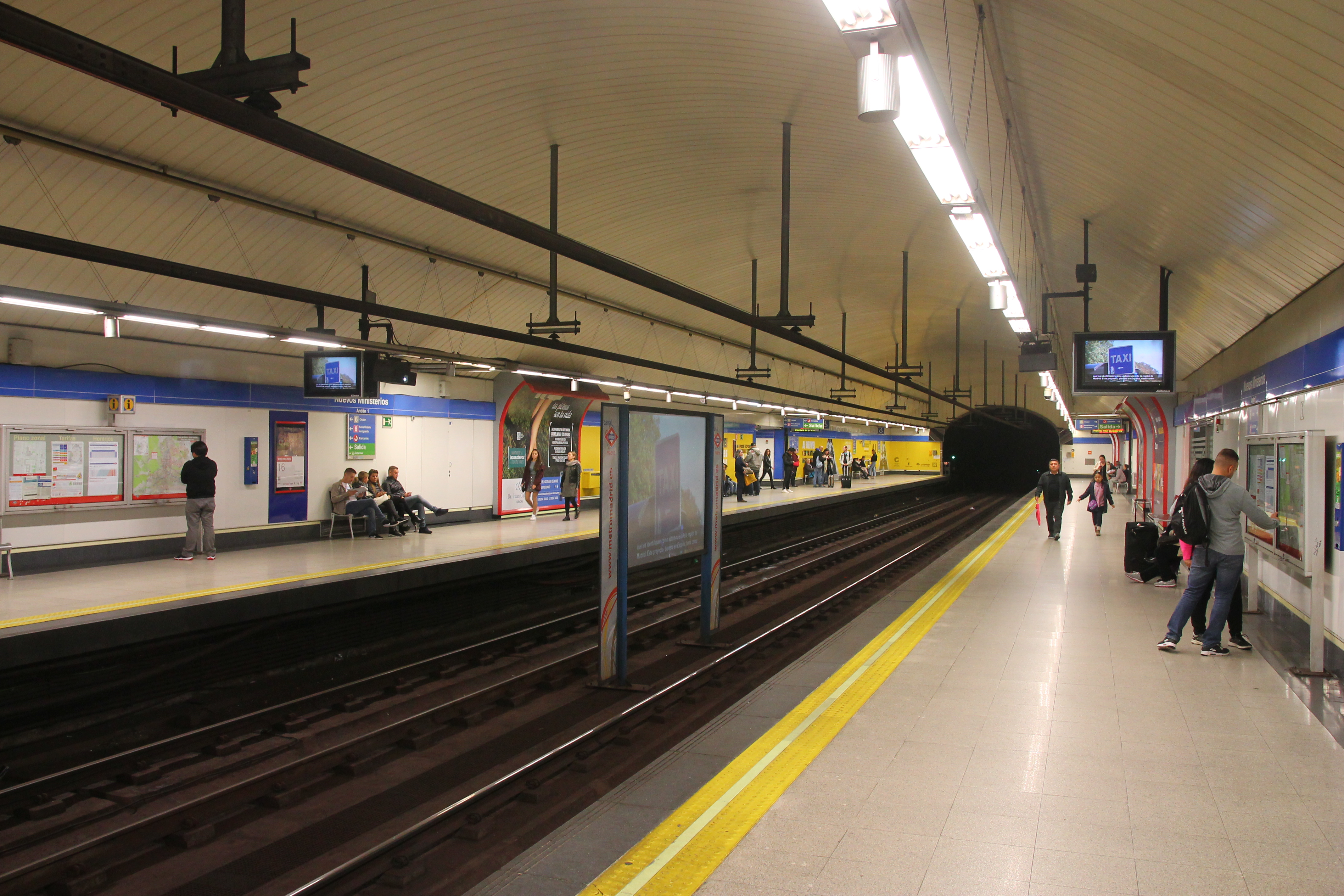
Nástupiště linky 10
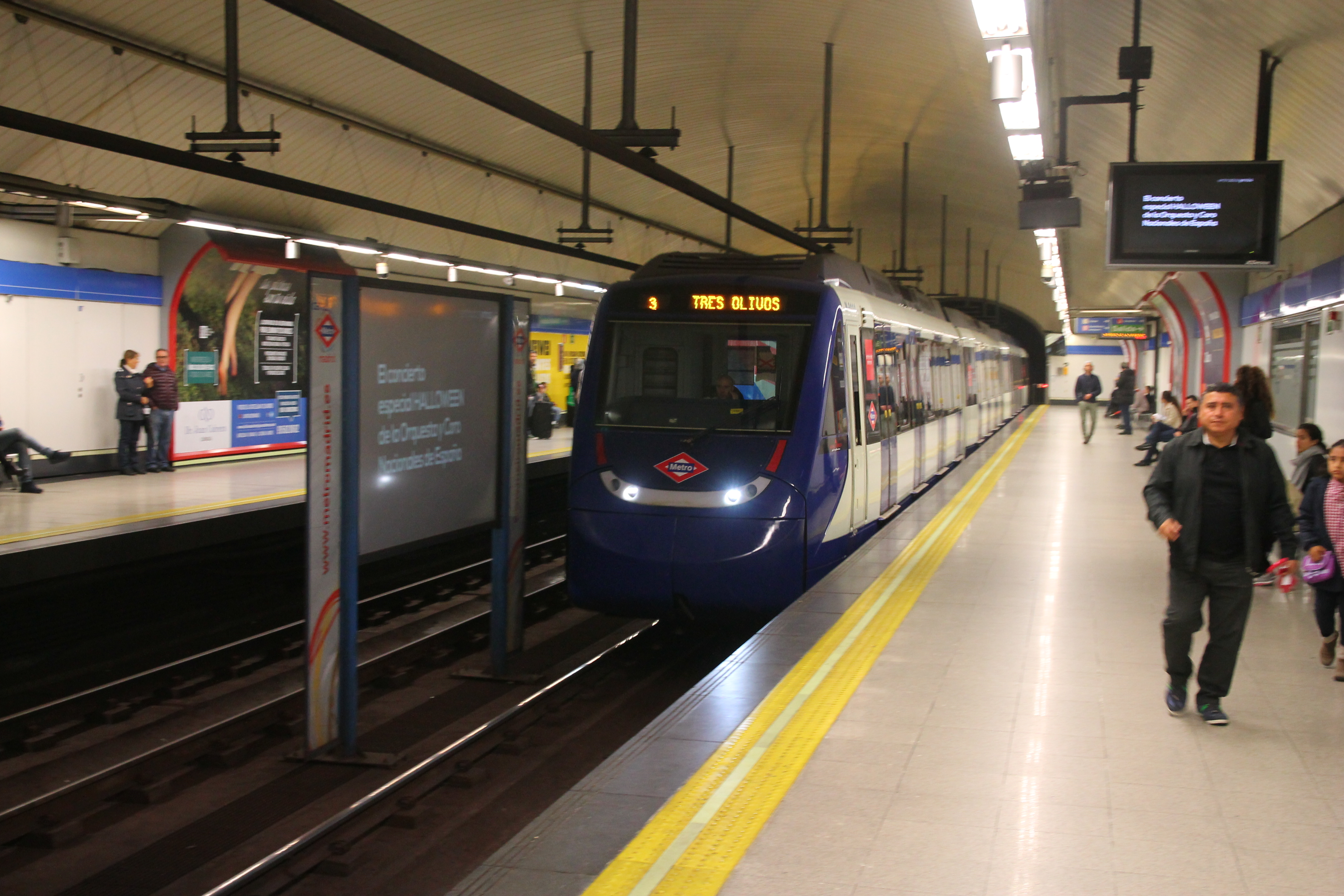
Vlak řady 9000 ve stanici linky 10
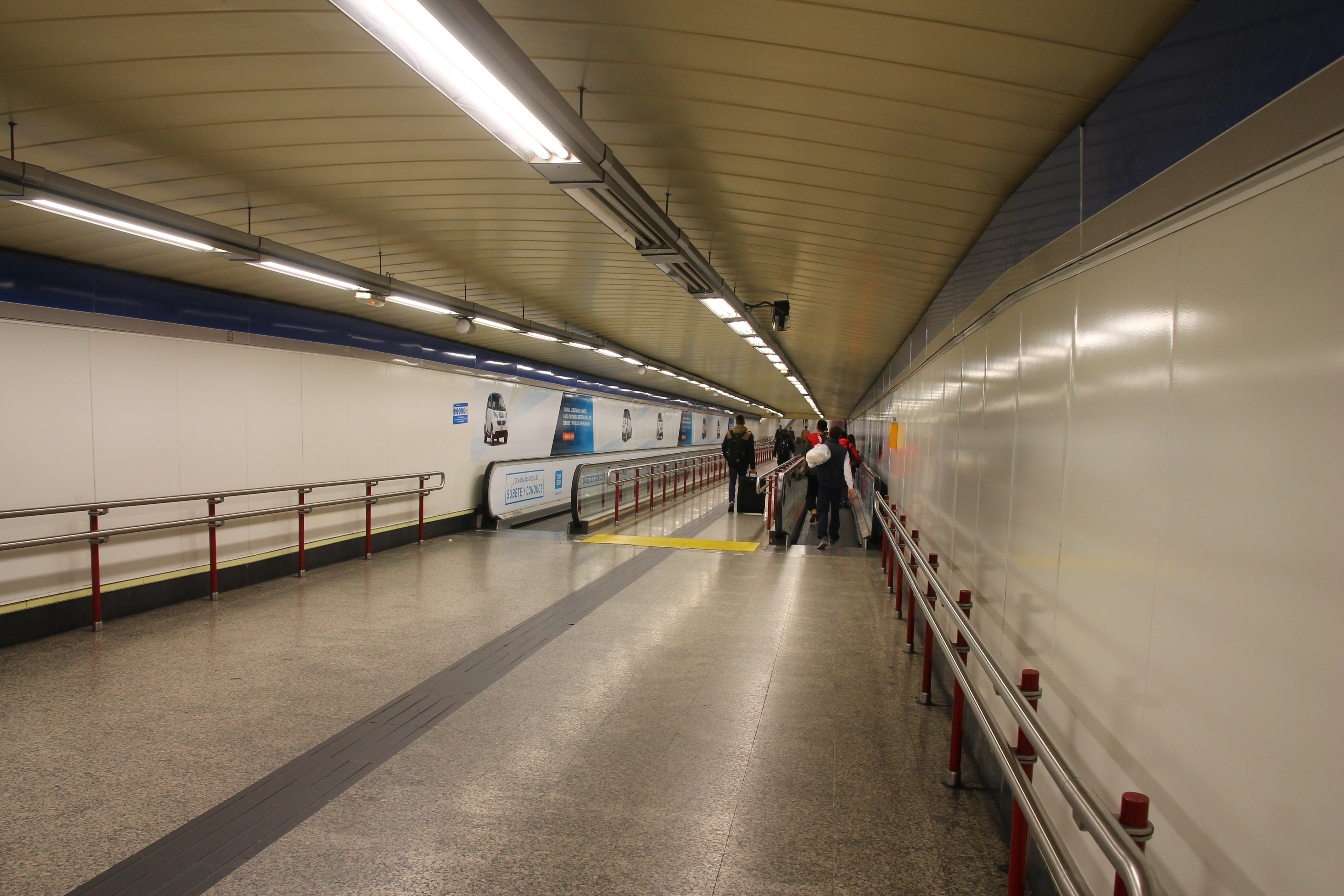
Chodba spojující stanici linky 6 se ostatními stanicemi
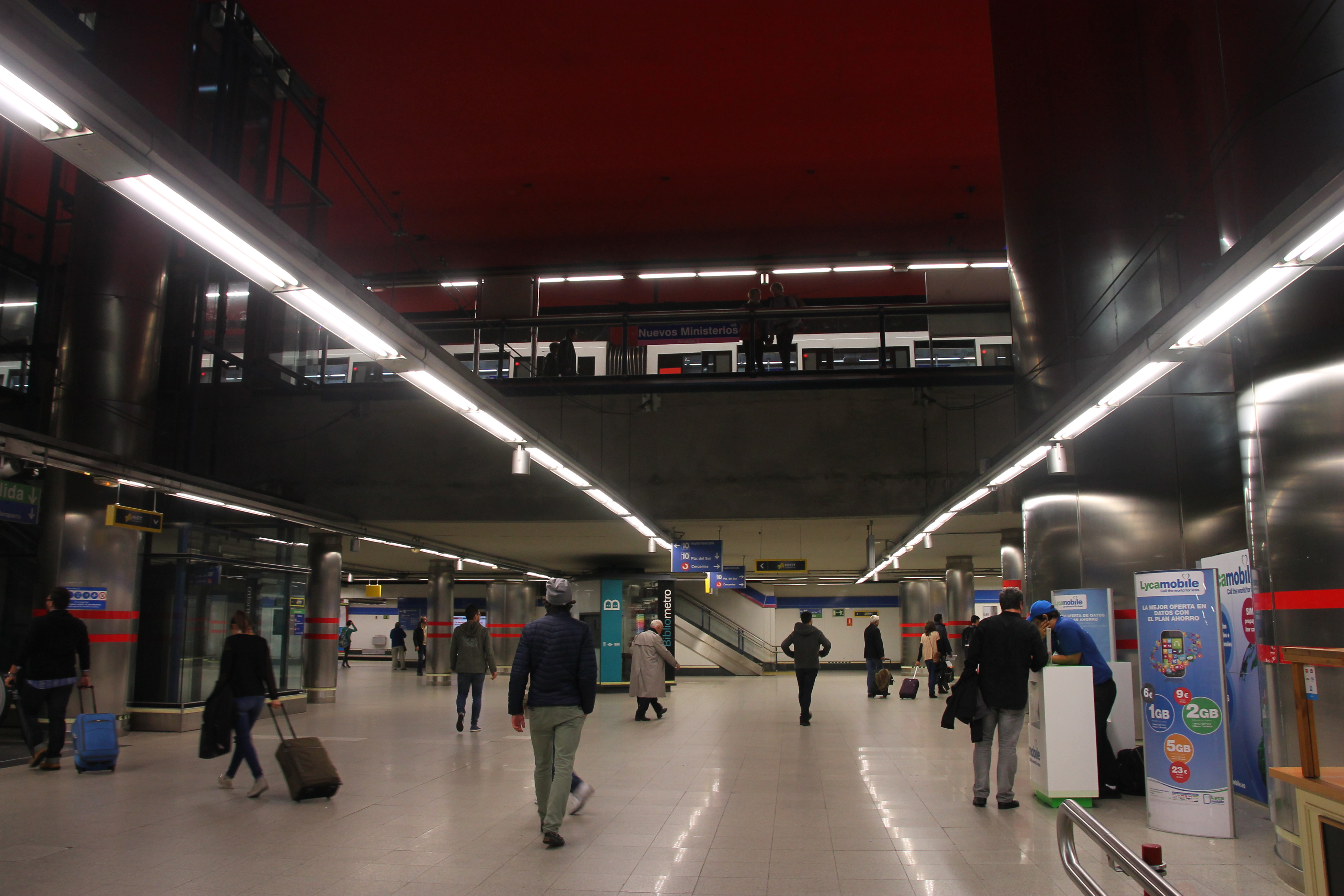
Přestupní hala
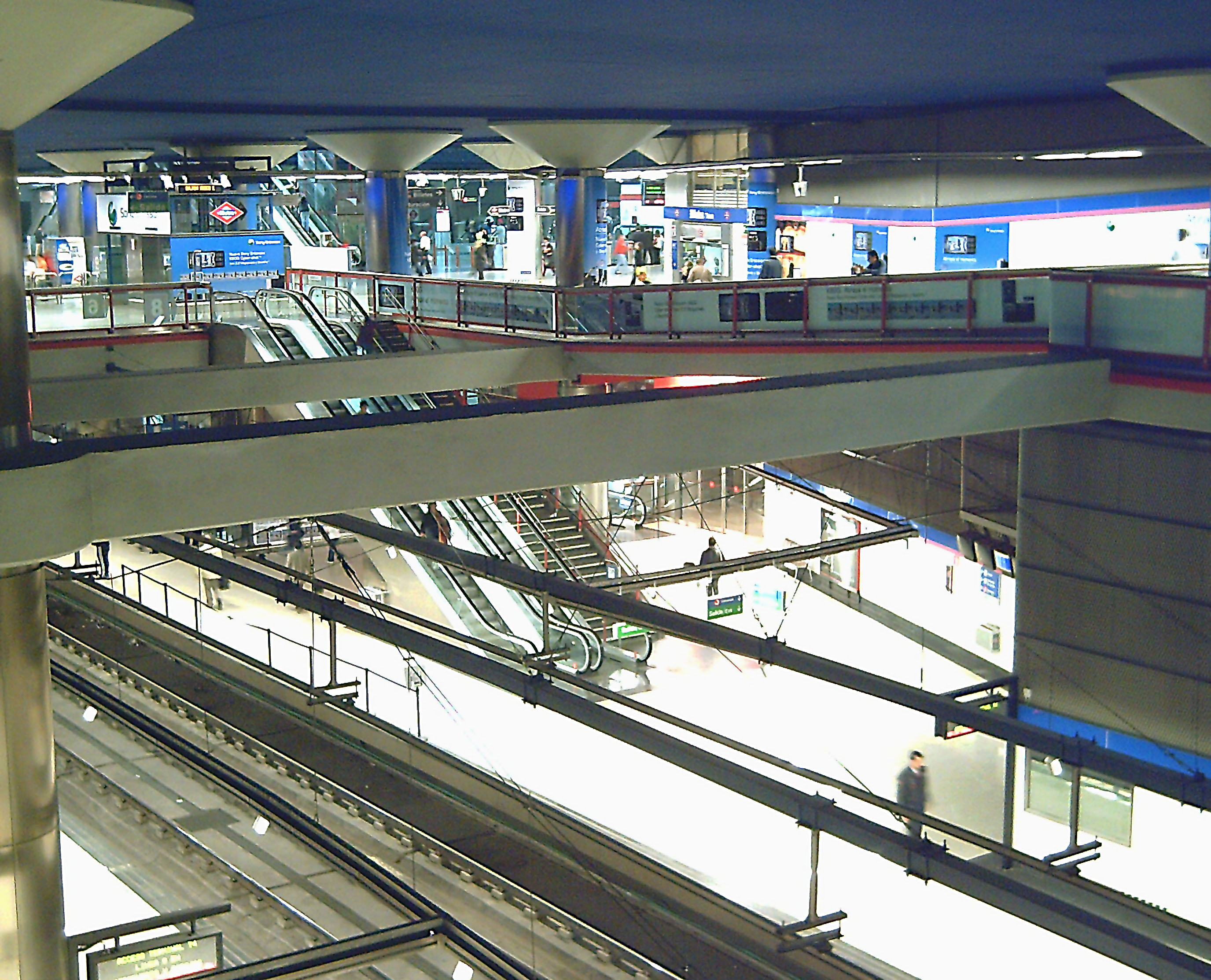
Pohled na přestupní halu
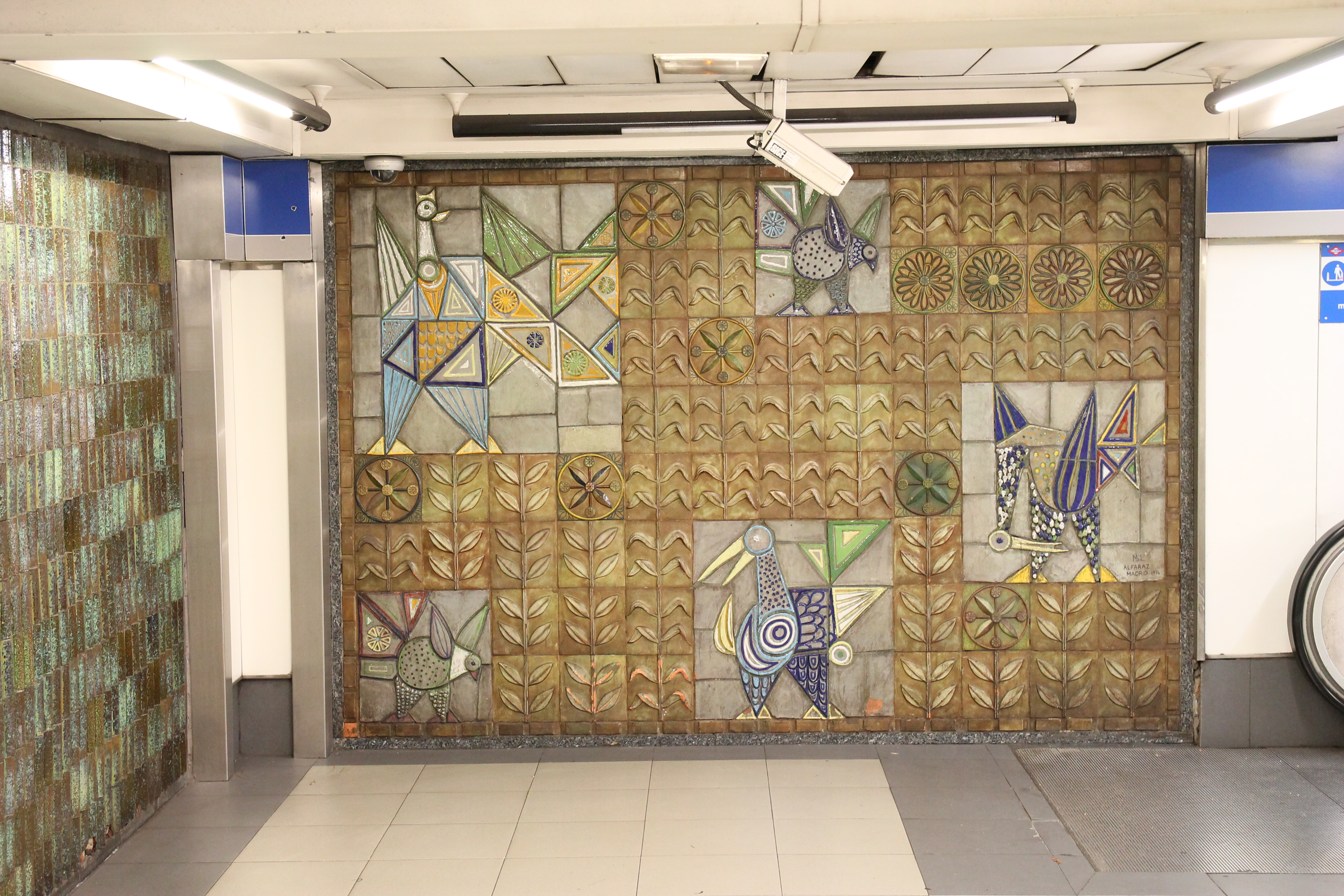
Výzdoba u přístupu ke stanici linky 6
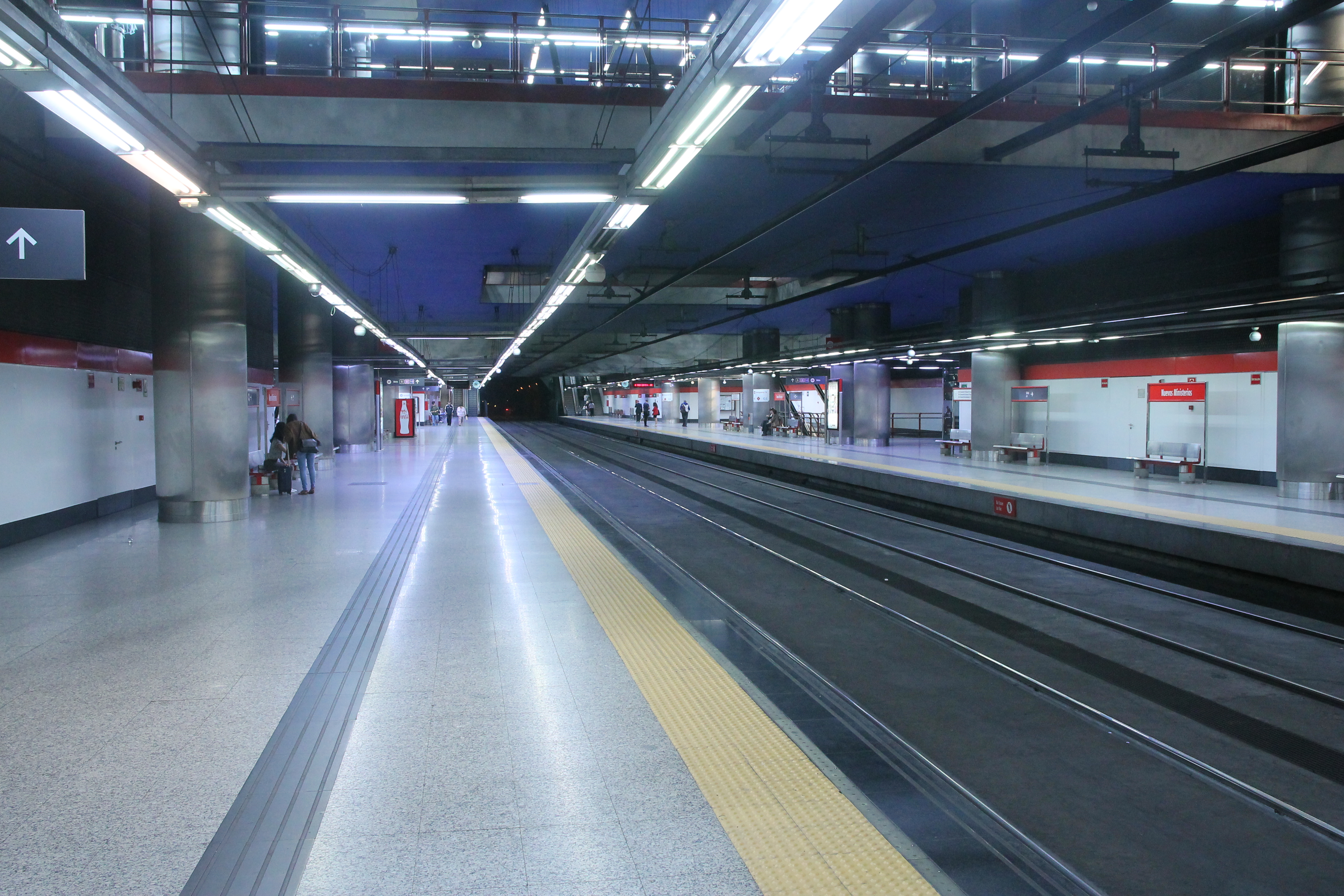
Nástupiště 6 a 8 železniční stanice
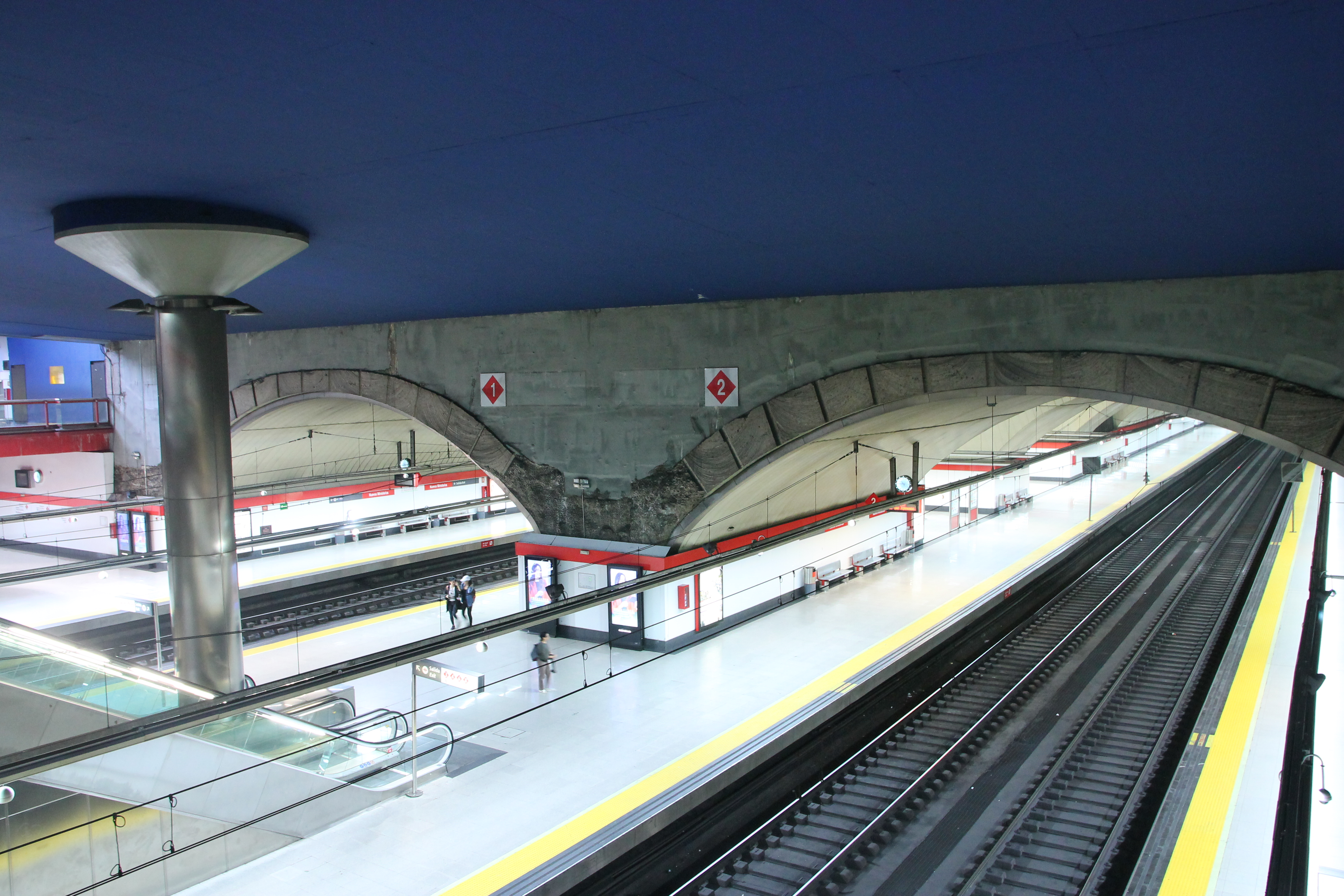
Nástupiště 1 a 2 železniční stanice
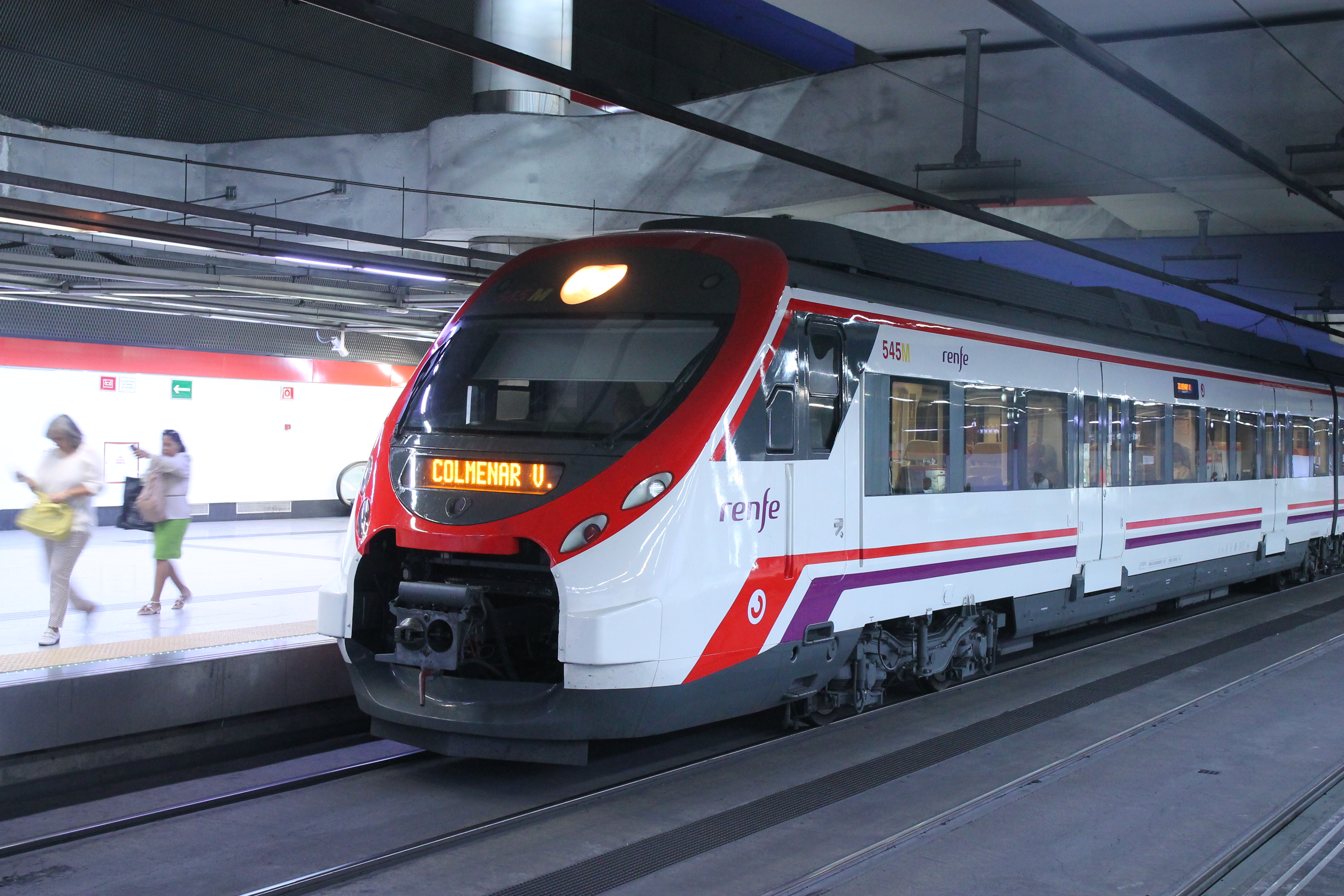
Vlak příměstské železnice Cercanías
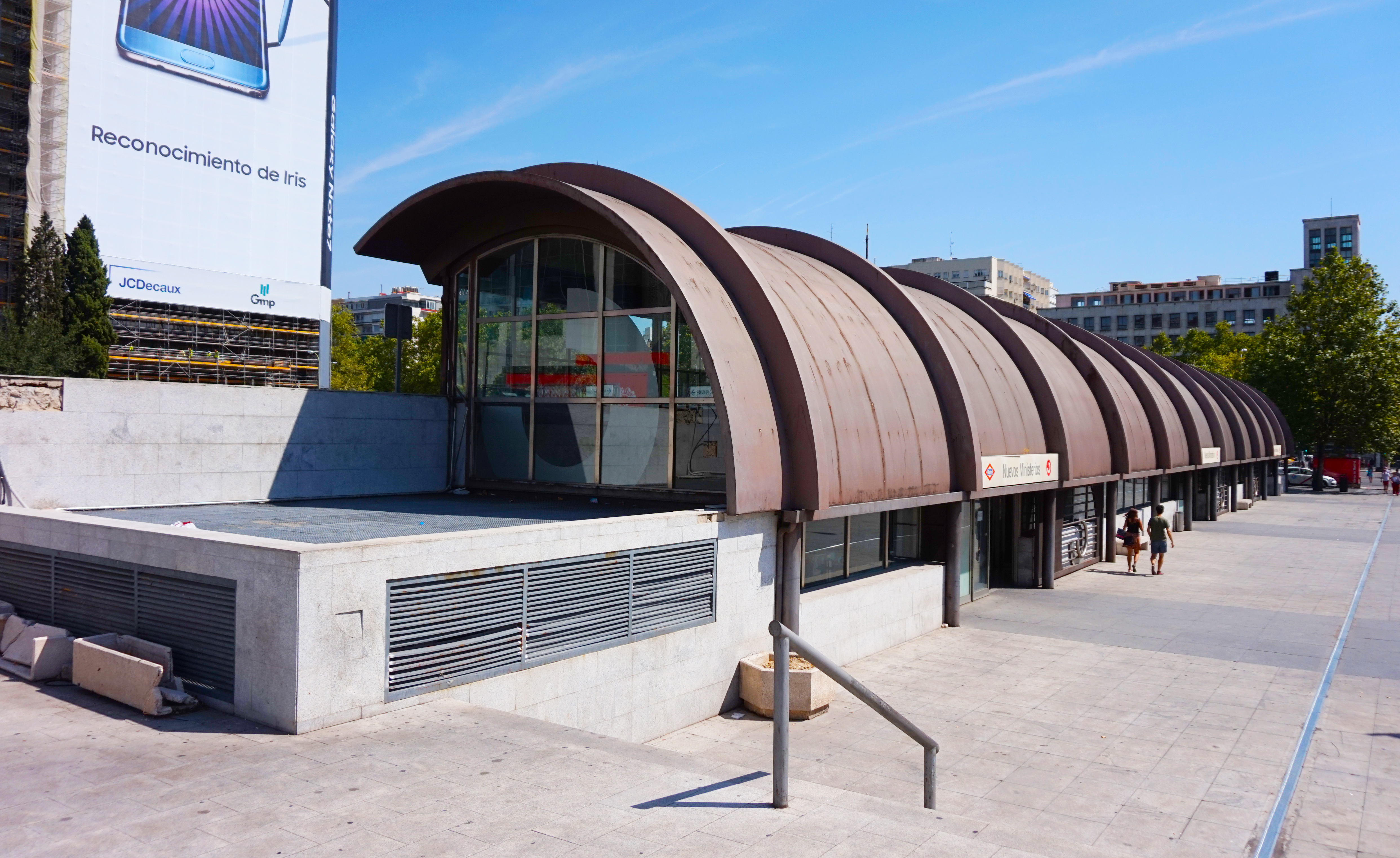
Vstup do stanice
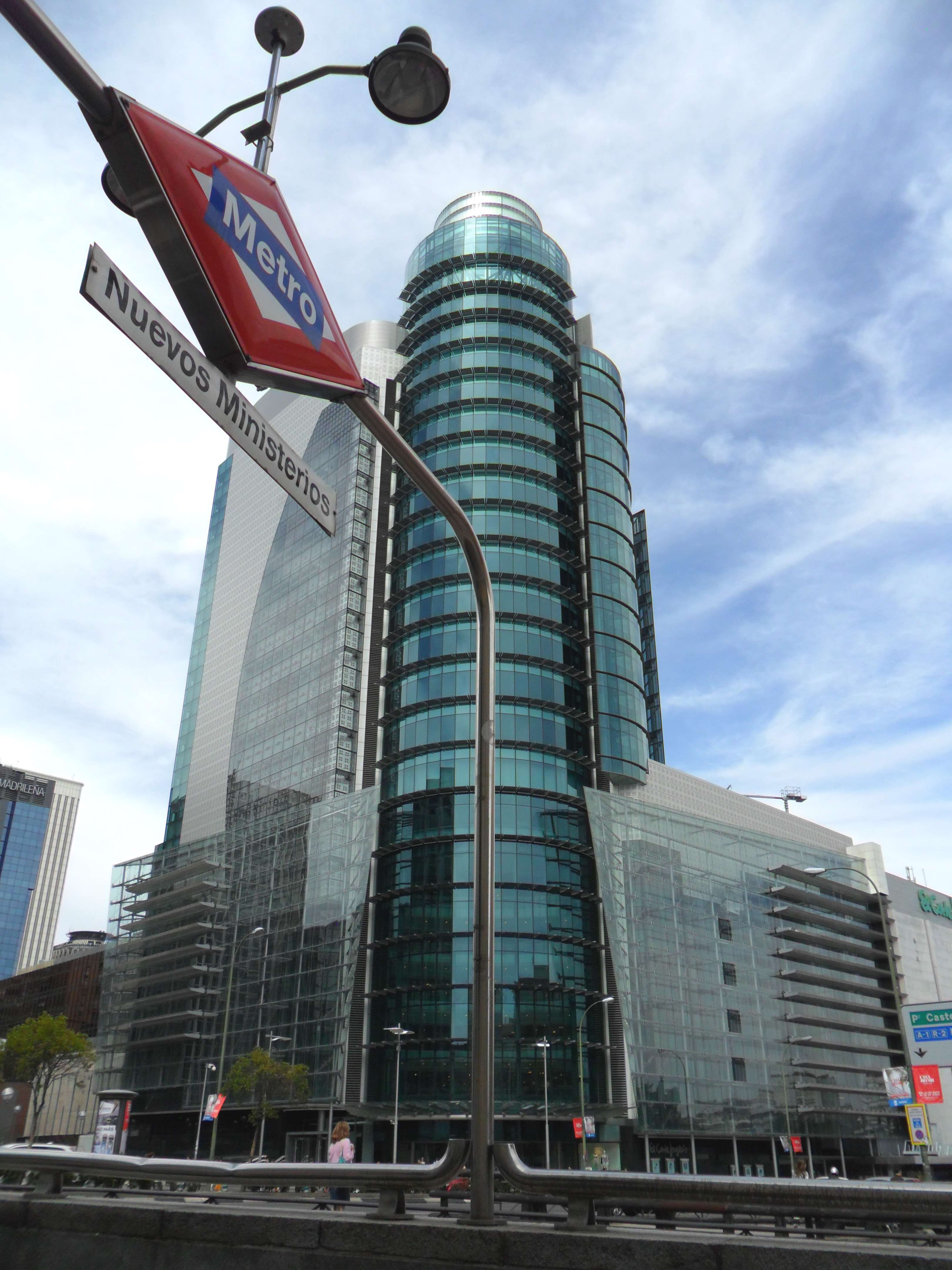
Vstup do stanice s kancelářským komplexem